# Arquitetura micénica

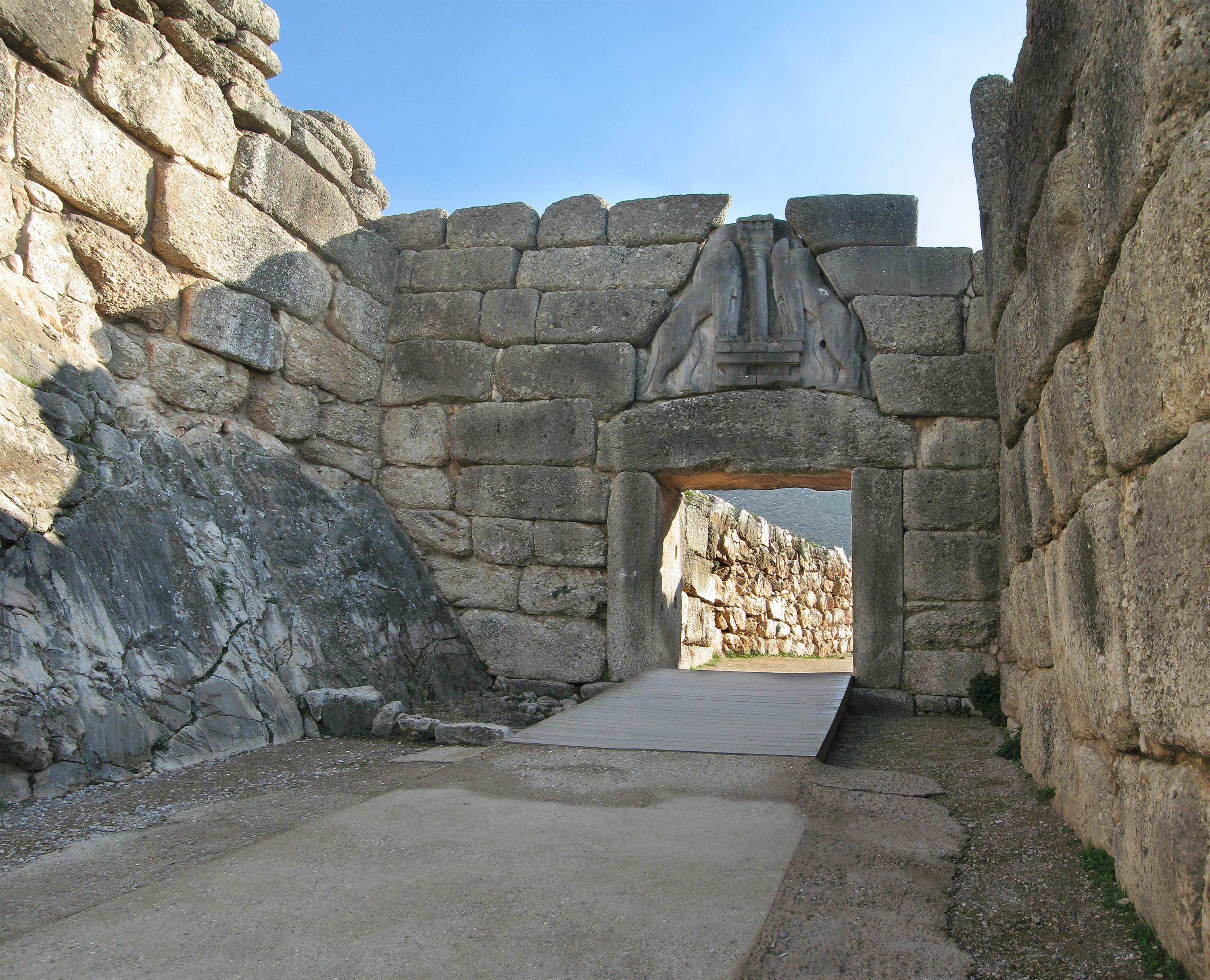
A Porta dos Leões

A arquitetura micénica desenvolveu-se na Grécia continental como parte da civilização micénica, durante o período heládico tardio  após o florescimento da civilização minoica (por volta de  1550–1200 a.C.). Foi descoberta durante as escavações de Heinrich Schliemann em Micenas, em 1876, e está presente no Peloponeso, na Grécia central e na Tessália. Caracteriza-se pela construção de obras militares (muralhas, fortificações), palácios-fortalezas e túmulos monumentais.. Heinrich Schliemann realizou escavações em Micenas (em 1874) e Tirinto (em 1884) e Pilos, são os locais mais importantes com vestígios arquitetónicos micénicos.